# Saurischia
Los saurisquios (Saurischia, gr. "cadera de lagarto") son un orden perteneciente al superorden Dinosauria. Aparecieron en el Triásico Superior (hace aproximadamente 228 millones de años, en el Carniense) y se diversificaron enormemente durante el Jurásico y el Cretácico; muchos se extinguieron en la extinción masiva del Cretácico-Paleógeno, pero sus descendientes, las aves, han alcanzado un gran éxito ecológico, colonizando todos los continentes.
Su nombre proviene de la división que realizó Harry Seeley en 1887, que dividió Dinosauria en dos grandes grupos según sus caderas:
Saurischia – que eran aquellos que tenían caderas similares a los reptiles.
Ornithischia – que poseían la rama del pubis caudal similar a las aves, aunque éstas no serían ornitisquios sino saurisquios.

## Descripción
Se distinguen por presentar caderas con una forma similar a la de los lagartos, en la que el hueso púbico apunta hacia delante, es decir que la pelvis, vista de perfil, tiene forma triangular. El hueso púbico evoluciona apuntando hacia atrás en el grupo que dio origen a las aves, el grupo llamado Eumaniraptora.

## Evolución
Los saurisquios se diversificaron en dos linajes principales, los terópodos y los saurópodos. Los terópodos fueron los carnívoros dominantes durante la mayor parte del Jurásico y del Cretácico, ocupando el lugar que habían tenido previamente los sinápsidos; algunos, como Allosaurus adquirieron pronto grandes dimensiones y, a finales del Cretácico la línea de los terópodos originó los mayores carnívoros que jamás hayan pisado la tierra, como Tyrannosaurus rex. Las tendencias evolutivas de los saurisquios se acentuaron, produciendo criaturas de locomoción bípeda, cabeza y mandíbulas muy poderosas y extremidades anteriores muy reducidas.
El otro linaje, el de los saurópodos, que se inició en saurisquios carnívoros y bípedos del Triásico, produjo formas que adoptaron un régimen herbívoro y que regresaron a la locomoción cuadrúpeda. Esta línea culminó en las gigantescas formas del Jurásico, como Apatosaurus, Brachiosaurus y Diplodocus, los mayores vertebrados terrestres de todos los tiempos; su cuello era extraordinariamente largo y la cabeza muy pequeña que albergaba un cerebro muy pequeño, varias veces menor que el ganglio lumbar de la médula espinal.

## Sistemática
Saurischia se define como el clado más inclusivo que contiene al Passer domesticus (Linneo, 1758) pero no al Triceratops horridus (Marsh, 1889) e incluye al Saltasaurus loricatus (Bonaparte & Powell, 1980).[cita requerida] Los saurisquios están conformados por las aves y todos los dinosaurios más emparentados con ellas que con los ornitisquios.

### Taxonomía
- Orden Saurischia
  - Eoraptor
  - Guaibasaurus
  - Teyuwasu
  - Familia Herrerasauridae
  - Suborden Sauropodomorpha
    - Saturnalia
    - Thecodontosaurus
    - Efraasia
    - Infraorden Prosauropoda
      - Familia Riojasauridae
      - Clado Plateosauria
        - Familia Plateosauridae
        - Familia Massospondylidae

    - Infraorden Sauropoda
      - Ammosaurus
      - Anchisaurus
      - Isanosaurus?
      - Kotasaurus
      - Blikanasaurus?
      - Barapasaurus
      - Chinshakiangosaurus
      - Ohmdenosaurus
      - Tazoudasaurus
      - Vulcanodon
      - Zizhongosaurus
      - Clado Eusauropoda
        - Omeisaurus
        - Euhelopus
        - Cetiosaurus
        - Amygdalodon
        - Patagosaurus
        - Shunosaurus
        - Mamenchisaurus
        - Clado Turiasauria
        - Clado Neosauropoda
          - Haplocanthosaurus
          - Jobaria?
          - Superfamilia Diplodocoidea
            - Familia Dicraeosauridae
            - Familia Diplodocidae
            - Familia Rebbachisauridae

          - Clado Macronaria
            - Abrosaurus
            - Aragosaurus
            - Camarasaurus
            - Clado Titanosauriformes
              - Familia Brachiosauridae
              - Clado Titanosauria

  - Suborden Theropoda
    - Agnosphitys
    - Chindesaurus
    - Guaibasaurus
    - Infraorder Ceratosauria
      - Familia Ceratosauridae
      - Superfamilia Abelisauroidea
      - Superfamilia Coelophysoidea

    - Clado Tetanurae
      - Cryolophosaurus
      - Sinosaurus
      - Superfamilia Spinosauroidea
      - Infraorden Carnosauria
        - Superfamilia Allosauroidea

      - Clado Coelurosauria
        - Coelurus
        - Tanycolagreus
        - Familia Compsognathidae
        - Clado Tyrannoraptora

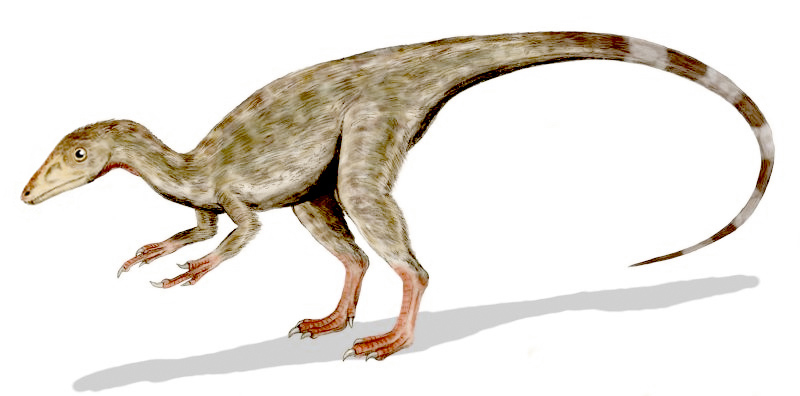
Compsognathus.

          - Superfamilia Tyrannosauroidea
          - Clado Maniraptoriformes
            - Clado Ornithomimiformes
              - Familia Alvarezsauridae
              - Infraorden Ornithomimosauria

            - Clado Maniraptora
              - Yixianosaurus
              - Scansoriopteryx
              - Epidendrosaurus
              - Infraorden Therizinosauria
              - Infraorden Oviraptorosauria
              - Clados Paraves/Eumaniraptora
                - Infraorden Deinonychosauria
                  - Familia Dromaeosauridae
                  - Familia Troodontidae

                - Clado Aves

### Filogenia
|  | Saturnalia           |
|  |                      |
|  | ? Thecodontosauridae |
|  |                      |
|  | Prosauropoda         |
|  |                      |
|  | Sauropoda            |
|  |                      |

|              | Spinosauroidea                                                |
|              |                                                               |
| Avetheropoda | \| \| Carnosauria \| \| \| \| \| \| Coelurosauria \| \| \| \| |
|              | \| \| Carnosauria \| \| \| \| \| \| Coelurosauria \| \| \| \| |
|              | Carnosauria                                                   |
|              |                                                               |
|              | Coelurosauria                                                 |
|              |                                                               |

|  | Carnosauria   |
|  |               |
|  | Coelurosauria |
|  |               |

|              | Spinosauroidea                                                |
|              |                                                               |
| Avetheropoda | \| \| Carnosauria \| \| \| \| \| \| Coelurosauria \| \| \| \| |
|              | \| \| Carnosauria \| \| \| \| \| \| Coelurosauria \| \| \| \| |
|              | Carnosauria                                                   |
|              |                                                               |
|              | Coelurosauria                                                 |
|              |                                                               |

|  | Carnosauria   |
|  |               |
|  | Coelurosauria |
|  |               |

|  | Saturnalia           |
|  |                      |
|  | ? Thecodontosauridae |
|  |                      |
|  | Prosauropoda         |
|  |                      |
|  | Sauropoda            |
|  |                      |

|              | Spinosauroidea                                                |
|              |                                                               |
| Avetheropoda | \| \| Carnosauria \| \| \| \| \| \| Coelurosauria \| \| \| \| |
|              | \| \| Carnosauria \| \| \| \| \| \| Coelurosauria \| \| \| \| |
|              | Carnosauria                                                   |
|              |                                                               |
|              | Coelurosauria                                                 |
|              |                                                               |

|  | Carnosauria   |
|  |               |
|  | Coelurosauria |
|  |               |

|              | Spinosauroidea                                                |
|              |                                                               |
| Avetheropoda | \| \| Carnosauria \| \| \| \| \| \| Coelurosauria \| \| \| \| |
|              | \| \| Carnosauria \| \| \| \| \| \| Coelurosauria \| \| \| \| |
|              | Carnosauria                                                   |
|              |                                                               |
|              | Coelurosauria                                                 |
|              |                                                               |

|  | Carnosauria   |
|  |               |
|  | Coelurosauria |
|  |               |